# Magnolia vazquezii
Magnolia vazquezii är en magnoliaväxtart som beskrevs av Cruz Durán och K.Vega. Magnolia vazquezii ingår i släktet Magnolia och familjen magnoliaväxter. Inga underarter finns listade i Catalogue of Life.